# Diego de Velasco le Jeune
Pour les articles homonymes, voir Velasco.
Diego de Velasco le Jeune, ou Diego de Velasco de Ávila le Jeune, en espagnol Diego de Velasco el Mozo, est un sculpteur et architecte de retable (retablista) espagnol, né à Tolède à une date inconnue, et mort à Séville en 1592.
Il est le fils de Diego de Velasco de Ávila, sculpteur espagnol habitant à Tolède, et de Cristina Vélez.

## Biographie
Il a étudié la sculpture dans l'atelier de son père. Ses premiers travaux ont été réalisés dans la cathédrale de Tolède.
En 1566, il obtient avec Luis de Velasco la réalisation du retable de San Yuste de Tolède. En 1567, ils sont ensemble pour le retable de Quismondo.
En 1570, Juan Bautista Vázquez el Viejo avait été chargé de réaliser les sculptures du tombeau de don Francisco Martínez de Silíceo dans l'église de Villagarcía (Badajoz) qu'il n'a pas terminé, mais que s'engage à achever Diego de Velasco le Jeune en 1572.
En 1575 et 1576 il occupe la charge de maître principal (maestro mayor) de la cité de Tolède.
Depuis 1579 il est le maître sculpteur de la cathédrale de Séville. Il habite alors la ville où il s'est marié deux fois. En 1582 il réside dans la paroisse (collación) de San Miguel mais il s'installe à la fin de l'année dans celle de Santa María à la fin de l'année.
En 1587, il apparaît comme sculpteur et maître d'œuvre principal de la cathédrale et habite dans la paroisse de Santa Cruz. Il réalise les stalles de chœur de l'église de la ville de Sanlúcar la Mayor conformément au plan et conditions acceptés par Pedro Díaz de Palacios.
En 1593, Diego de Velasco le Jeune étant mort, les stalles de Sanlúcar la Mayor ont été réalisées par les frères Juan de Oviedo le Jeune et Martín de Oviedo.